# گروه شنرژی
گروه شنرژی (به انگلیسی: Shenergy Group) شرکت انرژی چینی است، که در زمینه سرمایه‌گذاری در حوزه‌های نفت خام، گاز طبیعی، نگهداری انرژی و تولید برق، همچنین مدیریت پروژه‌های ساخت‌وساز و زیرساخت‌های شهری، فعالیت می‌کند.
شرکت شنرژی در سال ۱۹۹۶ تأسیس شد. دفتر مرکزی این شرکت در شهر شانگهای قرار دارد و بخشی از سهام آن در بازار بورس شانگهای معامله می‌شود.